# Odebian
Odebian est une distribution GNU/Linux basée sur le système de paquets du système Debian GNU/Linux.

## Présentation
Ce projet visant à produire un système d'exploitation nomade visant selon ces propos à préserver le « droit au respect de la vie privée sur internet ».
Créé par la ligue Odebi, il affiche clairement son ambition de contrer les projets de censure de l'internet en France en se déclarant clairement de réponse anti-Loppsi.
Le projet Odebian a créé deux versions de test d'un Live CD qui permet d'utiliser le réseau Tor sans avoir besoin de le configurer. Le système permet d'utiliser le logiciel de messagerie Pidgin et le navigateur web Iceweasel en passant par ce réseau.

### Utilisations
Odebian est développé pour une utilisation depuis un live CD.
Depuis sa création, les supports "live" se sont diversifiés et la distribution est aussi proposée en Live DVD, et elle permet également depuis la session live de créer une installation sur d'autres supports amovibles (clef USB ou autres supports externes), supports qui seront à leur tour utilisables sans installation sur n'importe quel ordinateur compatible.

## Versions
| Version  | Date              | Commentaires                                          |
| -------- | ----------------- | ----------------------------------------------------- |
| 17022010 | 17 février 2010   | Sortie de la première version                         |
| 21022010 | 21 février 2010   | Mises à jour mineures et correction de bugs           |
| 13032011 | 13 mars 2011      | [LXDE] par défaut                                     |
| 25032011 | 25 mars 2011      | Mises à jour mineures et correction de bugs           |
| 14042011 | 14 avril 2011     | Mises à jour mineures et correction de bugs           |
| 28082011 | 28 août 2011      | Disponible désormais au format image ISO hybride live |
| 20110916 | 16 septembre 2011 | Mises à jour mineures et corrections de bugs          |
| 20111031 | 31 octobre 2011   | Mise à jour de Tor                                    |
| 20120116 | 16 janvier 2012   | Mises à jour mineures et corrections de bugs          |
| 20130912 | 12 décembre 2013  | Mises à jour majeures et corrections de bugs          |

Odebian-Changelog

### Articles internet
- - Projet Odebian : un live CD Linux anti-LOPPSI (numerama.com)
  - Odebian : un Live CD Linux pour dire non à Loppsi (zdnet.fr)
  - Odebian, le système d'exploitation anti-Loppsi (01net.com)

| Origine : Projet GNU, Linux, ... | Basé sur : Debian GNU/linux | Odebian |  |  |